# Betasyrphus claripennis
Betasyrphus claripennis är en tvåvingeart som först beskrevs av Friedrich Hermann Loew 1858.  Betasyrphus claripennis ingår i släktet Betasyrphus och familjen blomflugor. Inga underarter finns listade i Catalogue of Life.